# Hisayasu Satō
 (août 2021).
Hisayasu Satō alias Toshiyasu Satō (佐藤寿保, Satō Hisayasu), né le 15 août 1959 à Shizuoka, Japon, est un réalisateur de films promotionnels. Il a réalisé un grand nombre de pinku eigas (films roses) dont les plus connus sont The Bedroom (La chambre à coucher) (1992), et le film de V-cinema sanglant Splatter: Naked Blood (1996). Il est célèbre pour le style « coup de massue » de ses réalisations en se servant de sa filmographie pour « fustiger » des sujets sérieux comme l'obsession, l'aliénation sociale, la perversion (paraphilie) et le voyeurisme. Il est souvent comparé à un David Cronenberg japonais en raison de sa vision stoïque de l'horreur corporelle (tortures sanglantes). Avec les réalisateurs Kazuhiro Sano, Toshiki Satō et Takahisa Zeze ils forment à eux quatre « Four Heavenly Kings of Pink » (les quatre divins rois du [film] rose (ピンク四天王, pinku shitenno).

## Biographie
« Je veux faire un film qui rende les spectateurs fous, qui les pousse à commettre un meurtre,. »

— Hisayasu Satō
Satô est un réalisateur extrêmement prolifique ayant réalisé quelque deux douzaines de films au cours des années 1998 et 1999.
Il a, à ce jour, réalisé plus de cinquante productions relevant de la basse classe du film japonais. Ils sont tous en rapport avec l'érotisme, le sadisme et l'horreur. Il est célèbre pour sa « technique de filmer en guerillero ». Il s'agit là d'une technique de tournage en extérieur dans laquelle les acteurs sont censés paraître au milieu d'un public. En fait, ce n'est qu'au moment du montage que Satō incorpore des spectateurs inconnus dans le film. Un des exemples les plus notables de cette technique est le film Widow's Perverted Hell (1991), un film de sadomasochisme dans lequel l'actrice principale paraît, nue et ligotée, dans un quartier d'affaires du centre-ville et demande aux passants, gênés, de la masturber.
Le film de Satō, Temptation of the Mask (1987), est important à plus d'un chef. Il est l'un des premiers films gays produit par un important réalisateur de films roses ; ensuite, le film réunit trois personnages du « shitenno » (Divins Rois du [film] Rose) pour la première fois ; enfin Takahisa Zeze a travaillé pour ce film en tant que réalisateur assistant de Satō et, grâce à ce dernier, promeut le futur réalisateur Kazuhiro Sano au rang d'acteur dans ses films. Zeze se souvient par la suite « Je me rappelle que Satō voulait faire jouer Sano dans un film rose traitant de gays. J'étais le lien entre eux et ai convaincu Sano de prêter son concours au film. C'est ainsi que nous avons commencé à travailler tous ensemble,. ».
Le second film gay de Satō, Muscle alias Mad Ballroom Gala (1988) est un hommage au réalisateur Pier Paolo Pasolini. Il se voit attribuer le Grand Prix du Festival Gay et Lesbien de Berlin pour ce film en 1993 et, à partir de ce moment, gagne la réputation d'être un des rares réalisateurs capable d'exceller aussi bien dans les films roses gays que dans les films aux thèmes hétérosexuels.
Horse*Woman*Dog (1990) un autre film mettant en scène Kazuhiro Sano. Le succès qu'il a connu auprès du public est lié au scènes de zoophilie entre une femme, un cheval et un chien qu'il renferme. Issei Sagawa (alias Kazumasa Sagawa) fera une brève apparition dans Promiscuous Wife: Disgraceful Torture (1992) à la demande du réalisateur,.
Connu pour le côté choquant de ses films, Lolita: Vibrator Torture (1987), ayant pour thème celui d'un homme sans domicile qui viole et tue les femmes qu'il rencontre, est fréquemment cité comme étant le film de Satō le plus repoussant,. Pour ses dernières réalisations, Satō collabore avec la scénariste de films roses Kyoko Godai. Bien que la violence ait été moins extrême depuis cette collaboration, les Weisser, dans leur encyclopédie Japanese Cinema Encyclopedia: The Sex Films qualifient ainsi la production de Godai et Satō intitulée Uniform Punishment: Square Peg in Round Hole! (1991): « Probablement la satire qui se veut la plus vigoureuse du cinéma, ». Le thème du film est celui d'une secte religieuse qui voue un culte particulier à une jeune femme qui passe ses nuits à parcourir la ville à la recherche d'hommes qu'elle viole et tue avec l'aide d'un esclave. Allmovie juge ce film comme étant « La satire noire d'une distraction perverse » et « Une tentative visible pour une production « soft ». »
Le scénariste Yoshiyuki Hayashida, devenu un admirateur inconditionnel de l'œuvre de Satō, écrit un scénario utilisant plusieurs thèmes favoris du réalisateur. Satō réalise le film sous le titre Uniform Masturbation: Virgin's Underpanties (1992).
Bien que le style de Satō se soit « adouci » quelque peu au cours des années 1990, il produit des films tels que Splatter: Naked Blood (1996) au sujet duquel Allmovie prévient le spectateur en ces termes: « renferme une des plus effroyables scènes de l'horreur japonaise avec une jeune femme mutilant et mangeant son propre corps »,.

## Filmographie sélective
Filmographie extraite de :
- (en) Thomas Weisser & Yuko Mihara Weisser, Japanese Cinema Encyclopedia: The Sex Films, 1998, pp. 463-479, Chapitre: Spotlight: Four Kings of Pink (Hisayasu Sato), éditeur: Vital Books : Asian Cult Cinema Publications, Miami (ISBN 1-889288-52-7) ;
- « Hisayasu Sato » (présentation), sur l'Internet Movie Database ;
- « (ja) 佐藤寿保 (Satō Hisayasu) », Japanese Movie Database (consulté le 6 octobre 2007).

| Titre de la vidéo                                                                                        | Titre original donné par Satō     | Producteur                | Parution          |
| --- | --------------------------------- | ------------------------- | ----------------- |
| Mad Love! Lolita Poaching 激愛！ロリータ密猟 Gekiai! Lolita Mitsuro                                      | Distorted Sense of Touch          | Shishi/Toei Central       | Février 1985      |
| Sex Virgin Unit: Party of Beasts ＳＥＸ乙女隊 獣たちの宴 Sex Otome-tai: Kemonotachi no Utage             | Zero Flight                       | Shishi/Toei Central       | Juin 1985         |
| Wife Collector 人妻コレクター Hitozume Collector                                                         | Decaying Town                     | Shishi/Toei Central       | 28 septembre 1985 |
| Office Lady Rape: Disgrace! ＯＬ暴行汚す OL Boko: Yogosu!                                                | Save the Last Dance for Me        | Shintōhō/Kokuei           | Juillet 1986      |
| Uniform Virgin: The Prey 制服処女 ザ・えじき Seifuku Shojo: The Ejiki                                    | Explosion...                      | Nikkatsu/Shishi           | 9 août 1986       |
| Exciting Eros: Hot Skin エキサイティング・エロ 熱い肌 Exciting Ero: Atsui Hada                           | Gimme Shelter                     | Shishi/Million Films      | Octobre 1986      |
| Rape Climax! 暴行クライマックス Boko Climax                                                              | Water's High                      | Shishi/Shintōhō           | Avril 1987        |
| Lolita: Vibrator Torture ロリータ・バイブ責め Lolita Vibe-Zeme                                           | Secret Garden                     | Shishi/Nikkatsu           | 19 septembre 1987 |
| Genuine Rape 暴行本番 Boko Honban                                                                        | Pleasure Kill                     | Shishi/Shintōhō           | octobre 1987      |
| Temptation of the Mask 暴行本番 Kamen no Yuwaku                                                          | Temptation of the Mask            | Shishi/ENK Production     | décembre 1987     |
| Hard Focus: Eavesdrop ハードフォーカス 盗聴＜ぬすみぎき＞ Hard Focus: Nusumi-giki                        | Survey Map of a Paradise Lost     | Kokuei/Shintōhō           | 9 mars 1988       |
| Abnormal: Ugly Abuse アブノーマル 陰虐 Abnormal: Ingyaku                                                 | Rewind                            | Kokuei/Shintōhō           | Juillet 1988      |
| Pervert Ward: Torturing the White Uniform 変態病棟 白衣責め Hentai Byoto: Hakui-zeme                     | Love Letter in the Sand           | Kokuei/Shintōhō           | 15 octobre 1988   |
| Lolita Disgrace ロリータ恥辱 Lolita Chijoku                                                              | Radical Hysteria Tour             | Shishi/ENK                | 23 décembre 1988  |
| Mad Ballroom Gala 狂った舞踏会 Kurutta Butokai                                                           | Asti: Lunar Eclipse Theater       | Shishi/ENK                | mars 1989         |
| Rape Between Sisters: Penetration! 姉妹連続レイプ えぐる！ Shimai Renzoku Rape: Eguru!                   | Welcome to the Illusion           | Shishi/Excess             | 4 mars 1989       |
| Ecstasy Game 陶酔遊戯 Tosui Yugi                                                                         | Bondage Ecstasy                   | ENK Productions           | mai 1989          |
| Pervert Ward: S&M Clinic 変態病棟 ＳＭ診療室 Hentai Byoto: SM Shinryo-shitsu                             | Fuga Music for Alpha and Beta     | Kokuei/Shintōhō           | 2 septembre 1989  |
| Beauty Reporter: Rape Broadcast 美人レポーター 暴行生中継 Bijin Reporter: Boko Nama-chukei               | Love Obsession                    | Shishi/Shintōhō           | 7 octobre 1989    |
| Naked Action: College Girl Rape Edition 半裸本番 女子大生暴行篇 Hanra Honban: Joshidaisei Boko-hen       | Psychic Rose                      | Media Top/Shintōhō        | janvier 1990      |
| Serial Rape: Perverted Experiment 連続レイプ 変態実験 Renzoku Rape: Hentai Jikken                        | Ki* Ra* Ra                        | Shishi/Excess             | février 1990      |
| Rapist with Handcuffs: Defile! 手錠暴行魔 いたぶる！ Tejo Boko-ma: Itaburu!                              | Interlocking Locks                | Shishi/Excess             | mai 1990          |
| Horse* Woman* Dog 馬と女と犬 Uma to Onna to Inu                                                          | Poaching by the Water             | Media Top/Shintōhō        | mai 1990          |
| Office Lady Rape: Devouring the Giant Tits ＯＬ連続レイプ 巨乳むさぼる OL Renzoku Rape: Kyonyu Musaboru  | Slush                             | Shishi/Excess             | septembre 1990    |
| Special Lesson: Perverted Sex Education スペシャルレッスン 変態性教育 Special Lesson: Hentai Sei-kyoiku  | The Gods Have a Nervous Breakdown | Kokuei/Shintōhō           | septembre 1990    |
| Hidden Video Maniac: Uniform Hunting 制服盗聴魔 激射・なぶる！ Seifuku Nusumi-dori-ma: Gekisha Naburu    | Naked City                        | Shishi/Excess             | Décembre 1990     |
| Lesbian Rape: Sweet Honey Juice レズビアンレイプ 甘い蜜汁 Lesbian Rape: Amai Mitsujiru                   | Silencer Made of Glass            | Shishi/Shintōhō           | 2 février 1991    |
| Uniform Punishment: Square Peg in Roung Hole! 制服私刑 ねじり込め！ Seifuku Lynch: Nejirikome!           | Silencer Made of Glass            | Shishi/Excess             | 1er mars 1991     |
| Widow's Perverted Hell 未亡人変態地獄 Mibojin Hentai Jigoku                                              | Look Into Me                      | Shishi/Excess             | 26 avril 1991     |
| Hidden Video Report: Dark Shot! 盗撮レポート 陰写！ Nusumidori Report: Insha!                            | Turtle Vision                     | Shintōhō                  | 20 juillet 1991   |
| New Wife's Private Parts: Caress 新妻下半身 わしづかみ Nizuma Kahanshin: Washizukami                     | Doll                              | Shishi/Excess             | 22 novembre 1991  |
| Lady of the Stable 馬小舎の令嬢 Umagoya no Reijo                                                         | Wave                              | Shintōhō                  | 21 décembre 1991  |
| Real Action: Vibrator Punishment 本番バイブ 折檻 Honban: Vibe Sekken                                     | Symbol of Release                 | Shishi/Excess             | 24 janvier 1992   |
| Housewife Punishment: Triple Torture 人間拷問 三段責め Hitozuma Gomon: Sandan-zeme                       | Labyrinth of Primary Colors       | Shishi/Excess             | 31 juillet 1992   |
| Promiscuous Wife: Disgraceful Torture 浮気妻 恥辱責め Uwaki-zuma: Chijoku-zeme                           | An Aria on Gazes                  | Kokuei/Shintōhō           | 12 septembre 1992 |
| Uniform Masturbation: Virgin's Underpanties 制服ＯＮＡＮＩＥ 処女の下着 Seifuku Onanie: Shojo no Shitagi | Close Dancing                     | Shintōhō                  | 10 octobre 1992   |
| S&M Group Wax Torture ＳＭ集団?責め SM Shudan Ro-zeme                                                    | Dirty Blue                        | Shishi/Excess             | 6 novembre 1992   |
| Wife in Mourning: Pubic-Shaved Rope Slave 喪服妻 剃毛縄奴隷 Mofuku-zuma: Teimou Nawa-dorei               | Negation                          | Shishi/Excess             | 5 février 1993    |
| Real Time Tapping Report: Pillow Talk (生)盗聴リポート 痴話 Nama Tocho Report: Chiwa                     | Kyrie Eleison                     | Shintōhō                  | 5 mars 1993       |
| Pleasure Masturbation: New Wife Version 快感ＯＮＡＮＩＥ 新妻篇 Kaikan Onanie: Niizuma-hen               | Light Sleep                       | Shishi/Excess             | 28 mai 1993       |
| Real Action: Drink Up ナマ本番 飲み干す！ Nama Honban: Nomihosu!                                         | Angel in the Dark                 | Shishi/Excess             | 13 août 1993      |
| Molester's Train: Dirty Behavior Chikan Densha: Iyarashii Koui                                           | Birthday                          | Kokuei/Shintōhō           | 26 novembre 1993  |
| Wife's Perverted Beauty Salon 人妻変態美容師 Hitozuma Hentai Biyoshitsu                                  | Dead End                          | Shishi/Excess             | 14 janvier 1994   |
| Molester and the Peeper: Gynecology Ward 痴漢と覗き 婦人科病練 Chikan to Nozoki: Fujin-ka Byoto          | Sick People                       | Shishi/Excess             | 1er avril 1994    |
| Molester and the Peeper: Gynecology Ward 痴漢と覗き 婦人科病練 Chikan to Nozoki: Fujin-ka Byoto          | Sick People                       | Shishi/Excess             | 1er avril 1994    |
| Young Wife: Opening Juicy Thighs 若奥様 太股びらき Wakaoku-sama: Futomono-biraki                         | Rental Love                       | Shishi/Excess             | 17 juin 1994      |
| Filthy Wife: Wet Iyarashii Hitozuma: Nureru                                                              | Love -0 = Infinity                | Kokuei/Shintōhō           | 1994              |
| Wife in Heat: While Husband is Away すけべ妻 夫の留守に Sukebe-zuma: Otto no Rusu ni                     | Rafflesia                         | Shishi/Excess             | 6 janvier 1995    |
| Hunters' Sense of Touch 狩人たちの触覚 Karyudo-tachi no Shokkaku                                         | Hunters' Sense of Touch           | ENK Productions           | 2 mai 1995        |
| In the Thicket / New Rashomon 薮の中 Yabu no Naka                                                        |                                   | Image Factory             | 18 mai 1996       |
| Splatter: Naked Blood 女虐／ＮＡＫＥＤ ＢＬＯＯＤ Megyaku: Naked Blood                                   |                                   | TM Project/Museum         | 20 février 1996   |
| Night of the Anatomical Doll 人体模型の夜 Jintai-mokei no Yoru                                           |                                   | Excellent Film/Toei Video | 8 novembre 1996   |
| Meet Me in the Dream: Wonderland 夢で逢いましょう Yume de Aimasho: Wonderland                            |                                   | Pink Pineapple            | 9 février 1996    |
| Soft Skin やわらかい肌 Yawarakai Hada                                                                    |                                   | Kokuei/Shintōhō           | 31 janvier 1998   |

- 2005 : Rampo noir (乱歩地獄, Ranpo jigoku?) (segment Imomushi)
- 2014 : Hanadama (華魂?)
- 2016 : Gankyū no yume (眼球の夢?)
- 2018 : Kawaī akuma (可愛い悪魔?)